# Église Saint-André de Jussy-Champagne
L'église Saint-André est une église catholique située sur la commune de Jussy-Champagne, dans le département du Cher, en France.

## Historique
L’église, construite à l’époque romane au début du XIIe siècle, est dédiée à saint André. Elle subit des mutilations graves au cours des guerres de Religion. Elle est surtout remarquable pour sa façade qui sert d'illustration à de nombreux ouvrages sur l’architecture romane en Berry et qui ne manque pas d’interpeler les visiteurs.
L’église a été agrandie une première fois au XVe siècle par Jehan de Gamaches (1450-1514), alors propriétaire du château de Jussy-Champagne, qui fit construire une chapelle au sud. En 1844, l’abbé Regnault rassembla dans cette chapelle les pierres tombales éparses qui se trouvaient dans l’église. Il donna à l’église son apparence définitive en lançant de grands travaux. Ainsi, une seconde chapelle sera construite au nord en 1842. Il fit également abattre la minuscule sacristie existante pour faire construire l’actuelle sacristie inaugurée en 1845.
Cette petite église recèle dans sa sacristie de nombreux vêtements liturgiques en excellent état de conservation. Plus de deux cents pièces ont été répertoriées dont certaines sont présentées au cours d’expositions temporaires organisées par l’association locale « les amis de l’église Saint-André ».
L'édifice est classé au titre des monuments historiques en 1911.

## Description

### Façade romane à trois étages
L'église est surtout remarquable pour sa façade romane du XIIe siècle qui est restée intacte. Elle se compose de trois étages :
- Le premier niveau est constitué d’un portail et de deux arcades aveugles. Les chapiteaux sont classiques de cette époque : animaux, palmettes, feuilles d’eau, etc.

- Le deuxième niveau est composé d'une arcature à sept niches, d'une série de six colonnes et cinq petits sujets sculptés. Dans les sculptures on reconnaît le Christ au milieu et saint Pierre à droite. Les colonnes devaient être surmontées par des cintres qui ont disparu.

- Le troisième étage est constitué d’une croix avec au milieu, l’agneau pascal surmonté d’une croix, agenouillé, la tête à droite et retournée comme à Avord et Vornay, villages très proches de Jussy-Champagne.

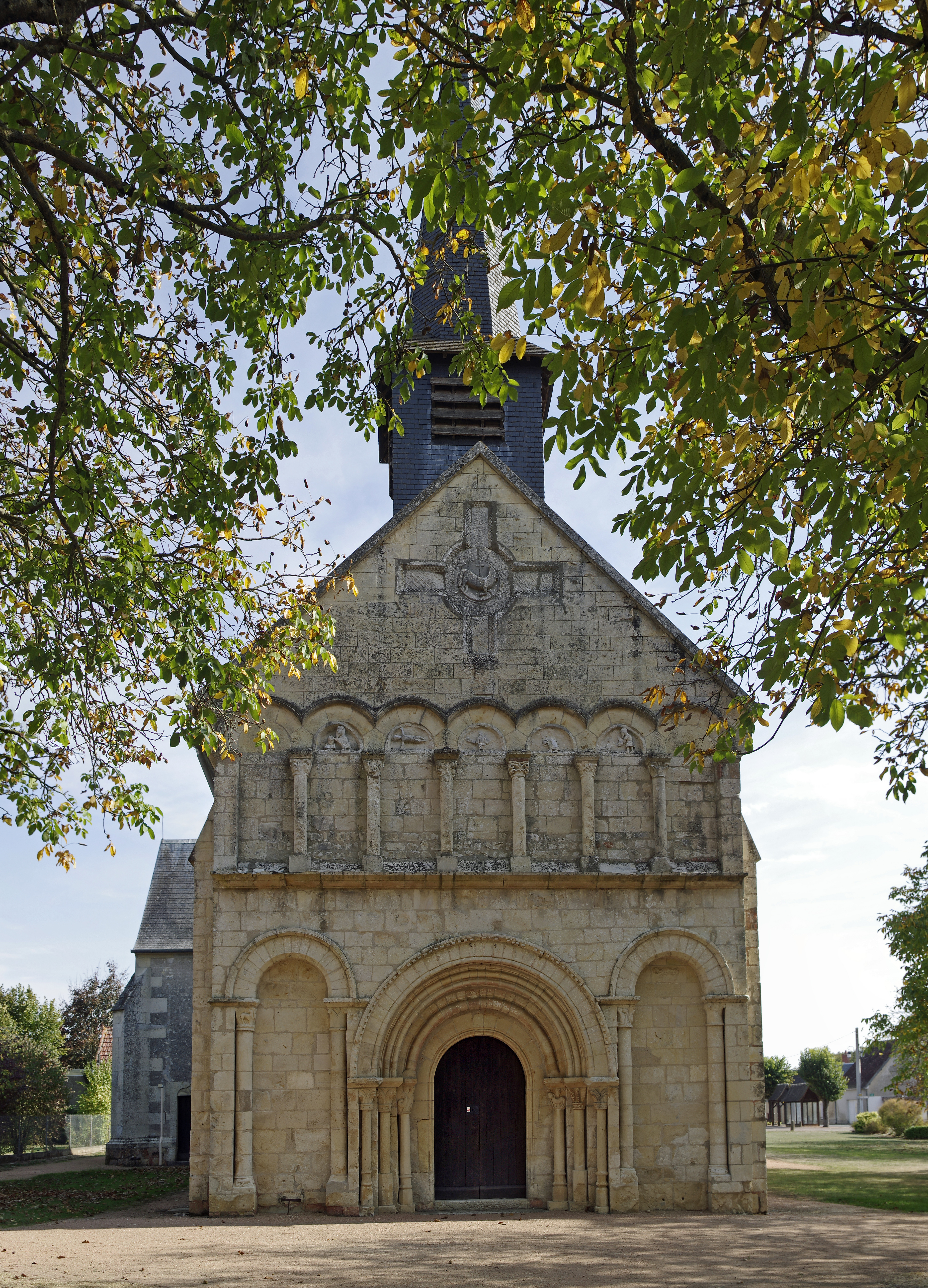
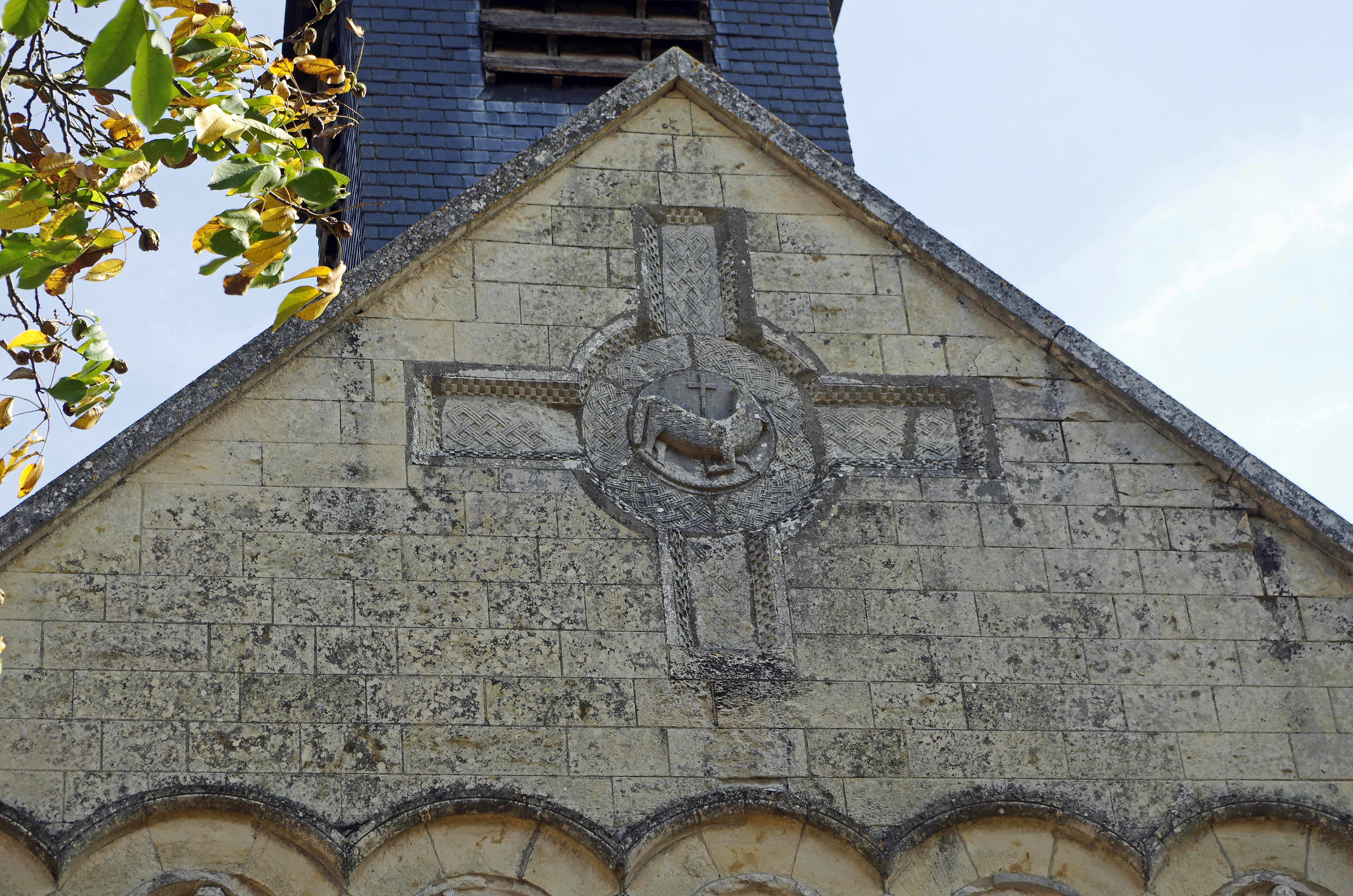
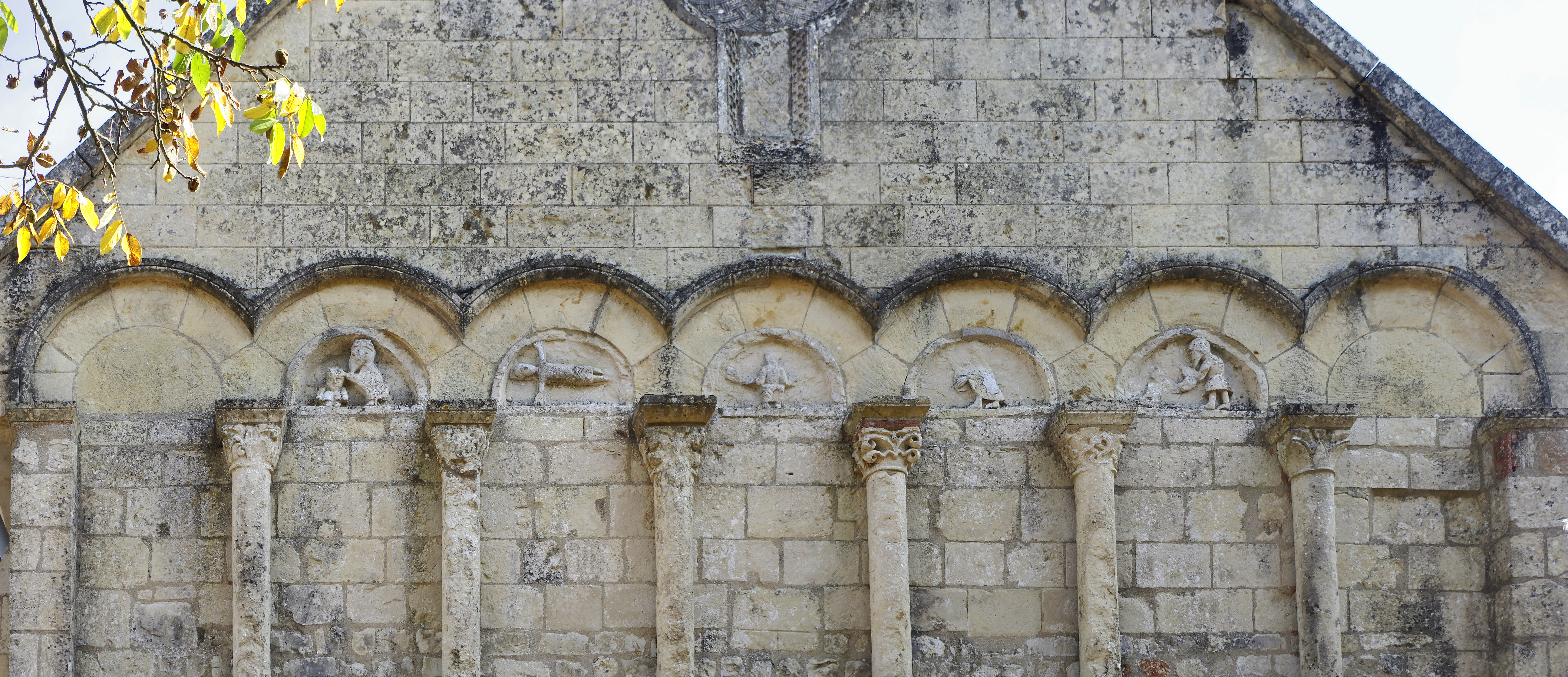

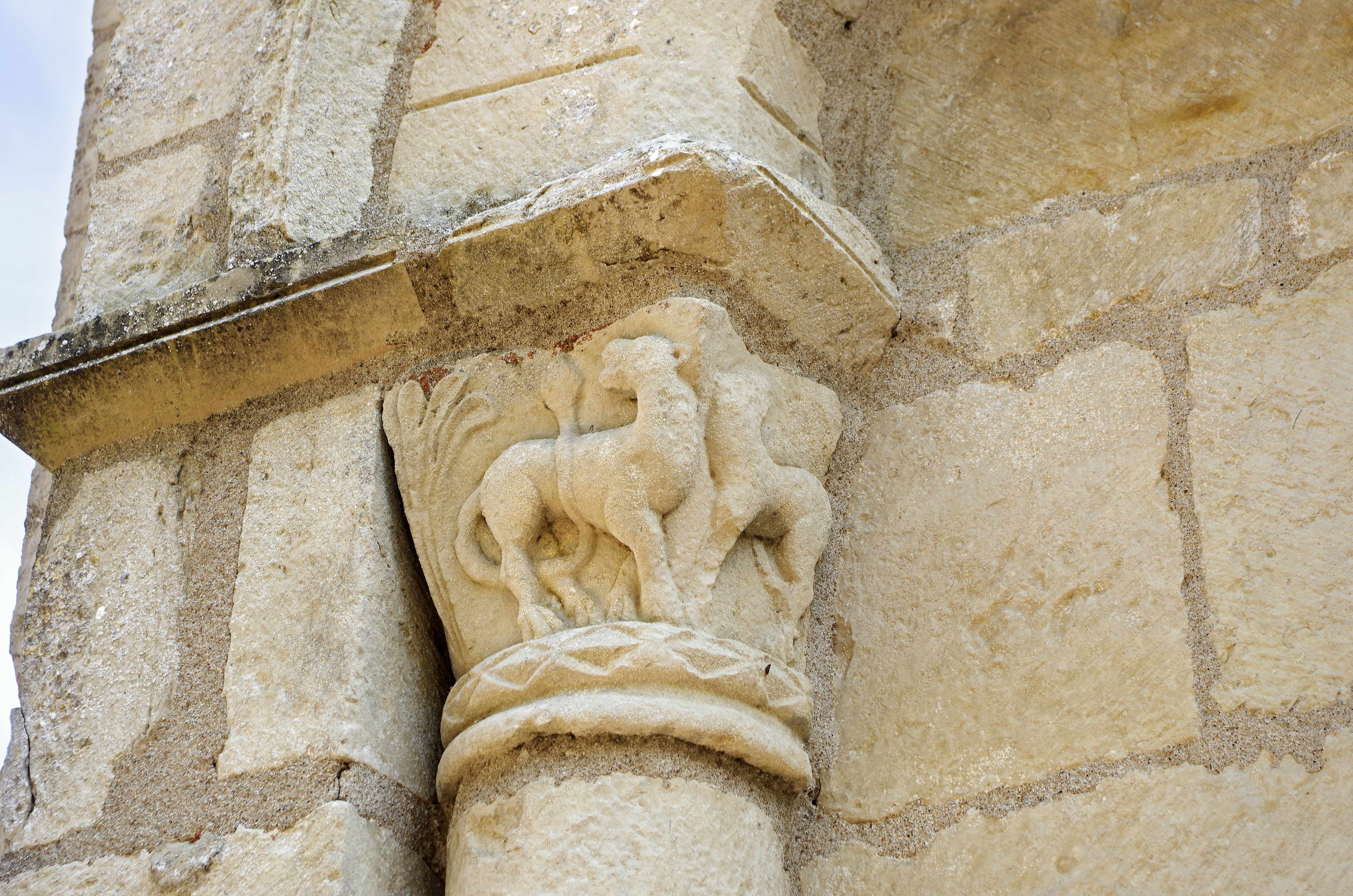
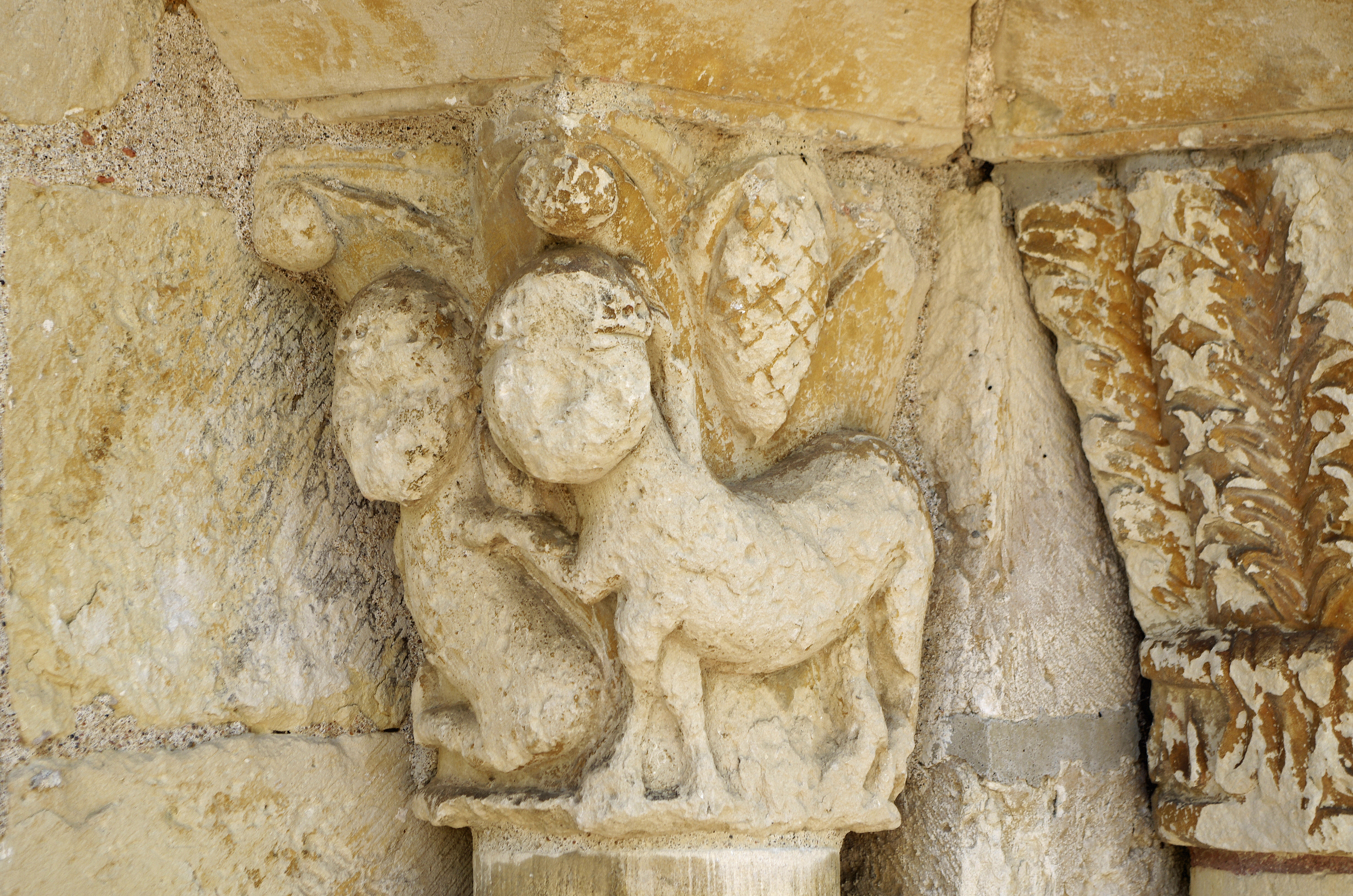
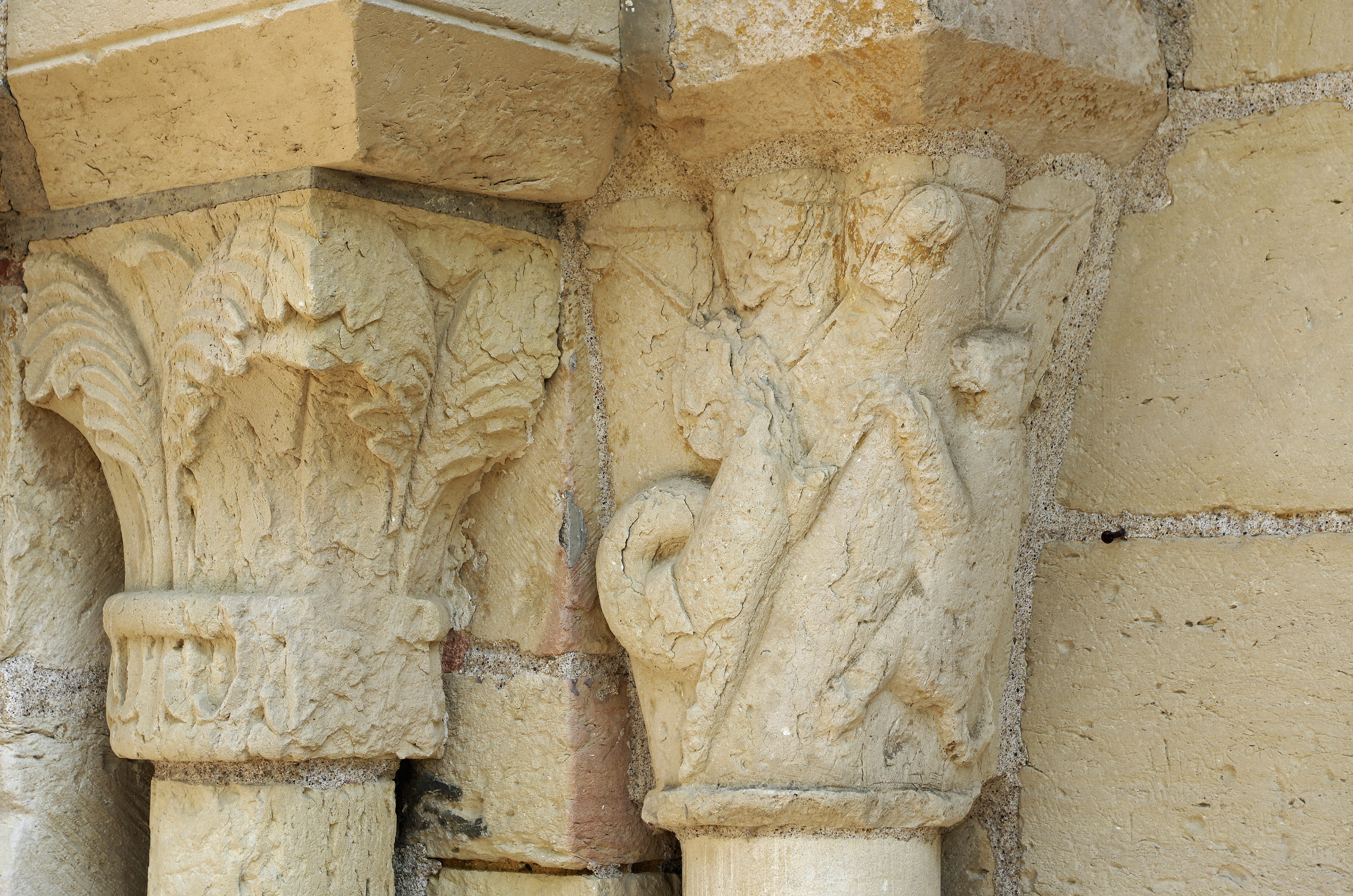

La chapelle nord serait due à l’architecte Henri Tarlier, elle a été construite au XIXe siècle, pendant la restauration de la voûte de la nef, de la partie supérieure du pignon occidental, du clocher.

### Intérieur de l'église
Dans la nef, à gauche et à droite se trouvent deux statues visibles par tous les participants aux offices religieux.

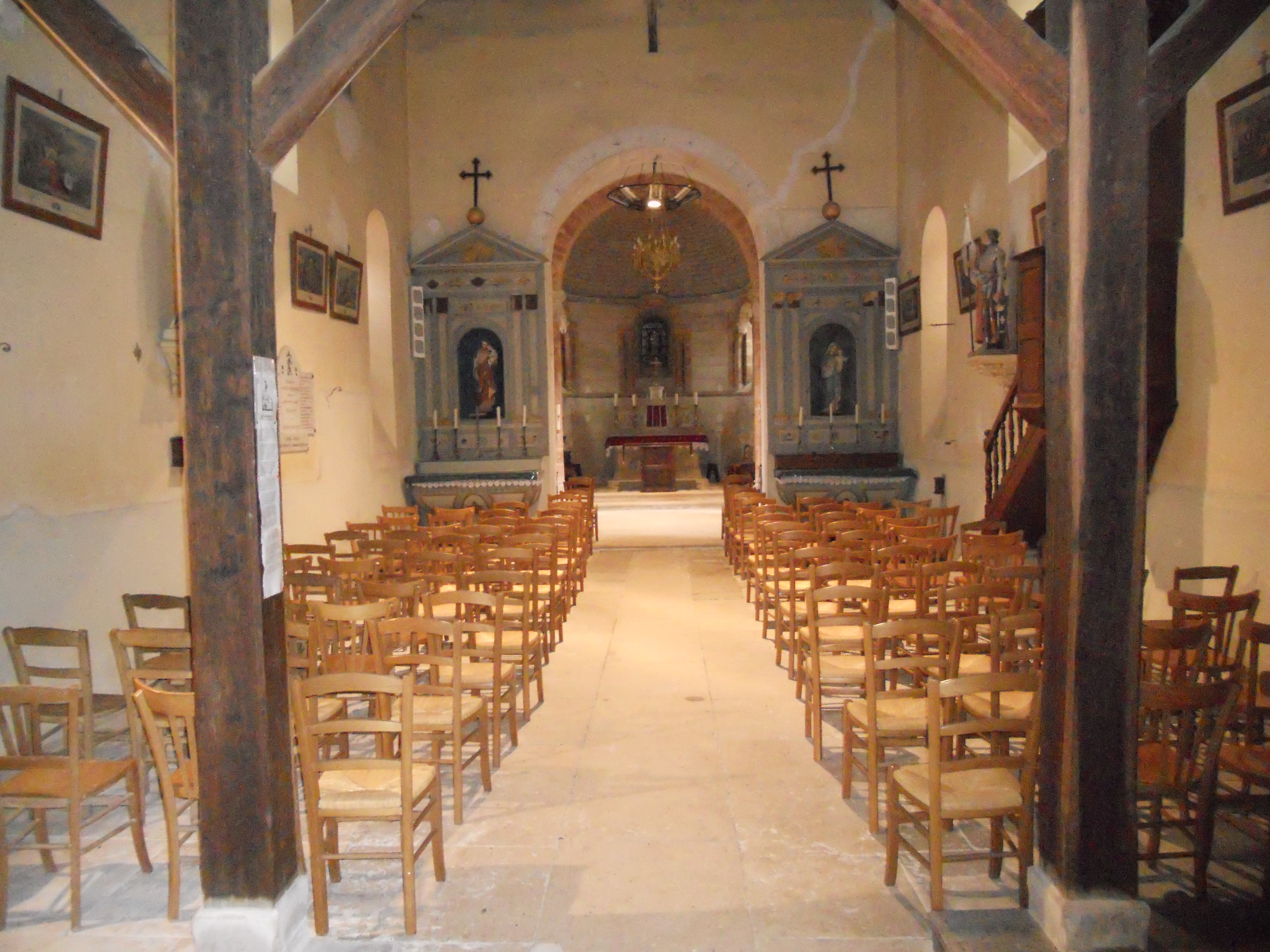
Nef.
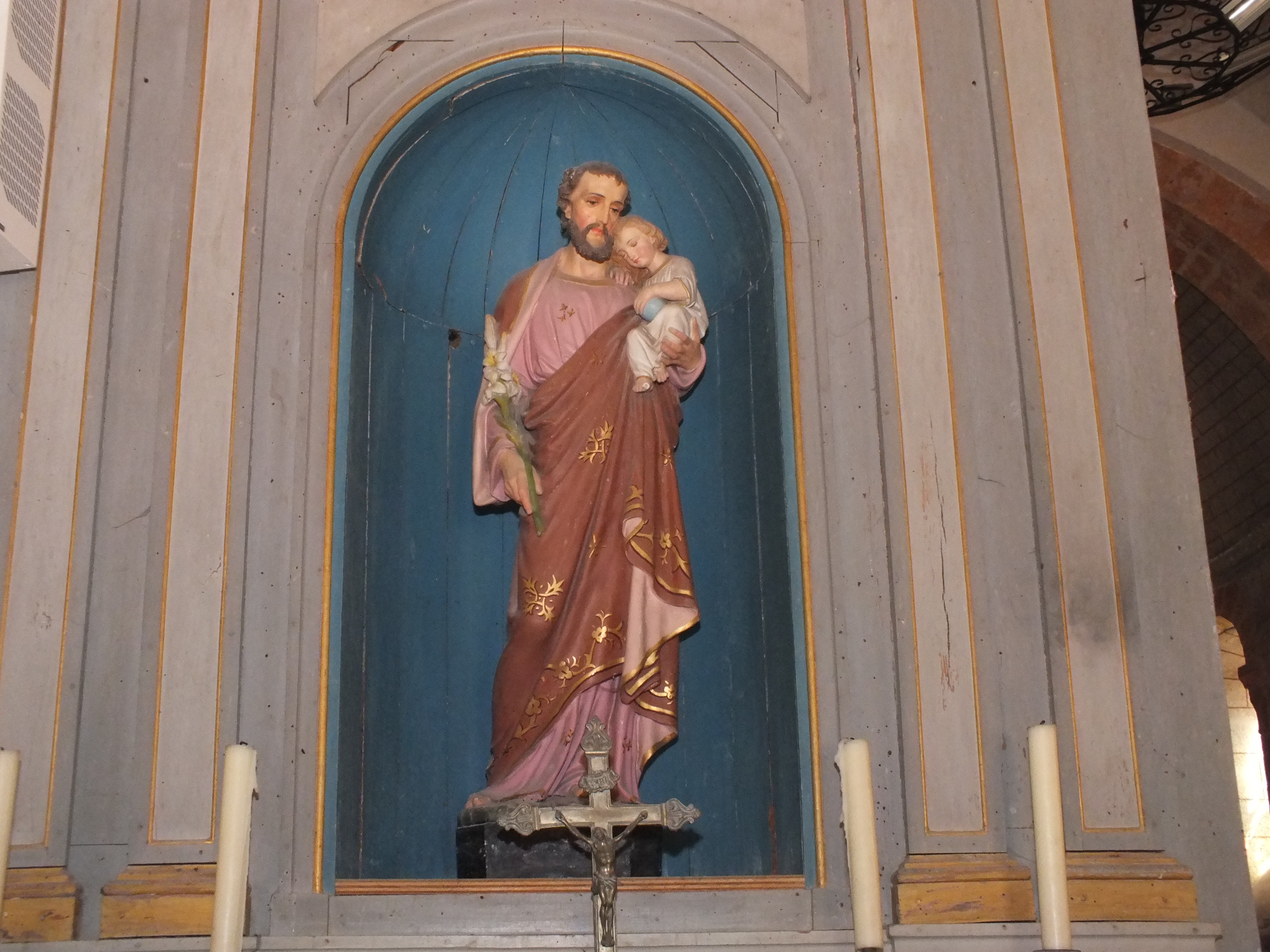
Statue de saint Joseph portant l'enfant Jésus.
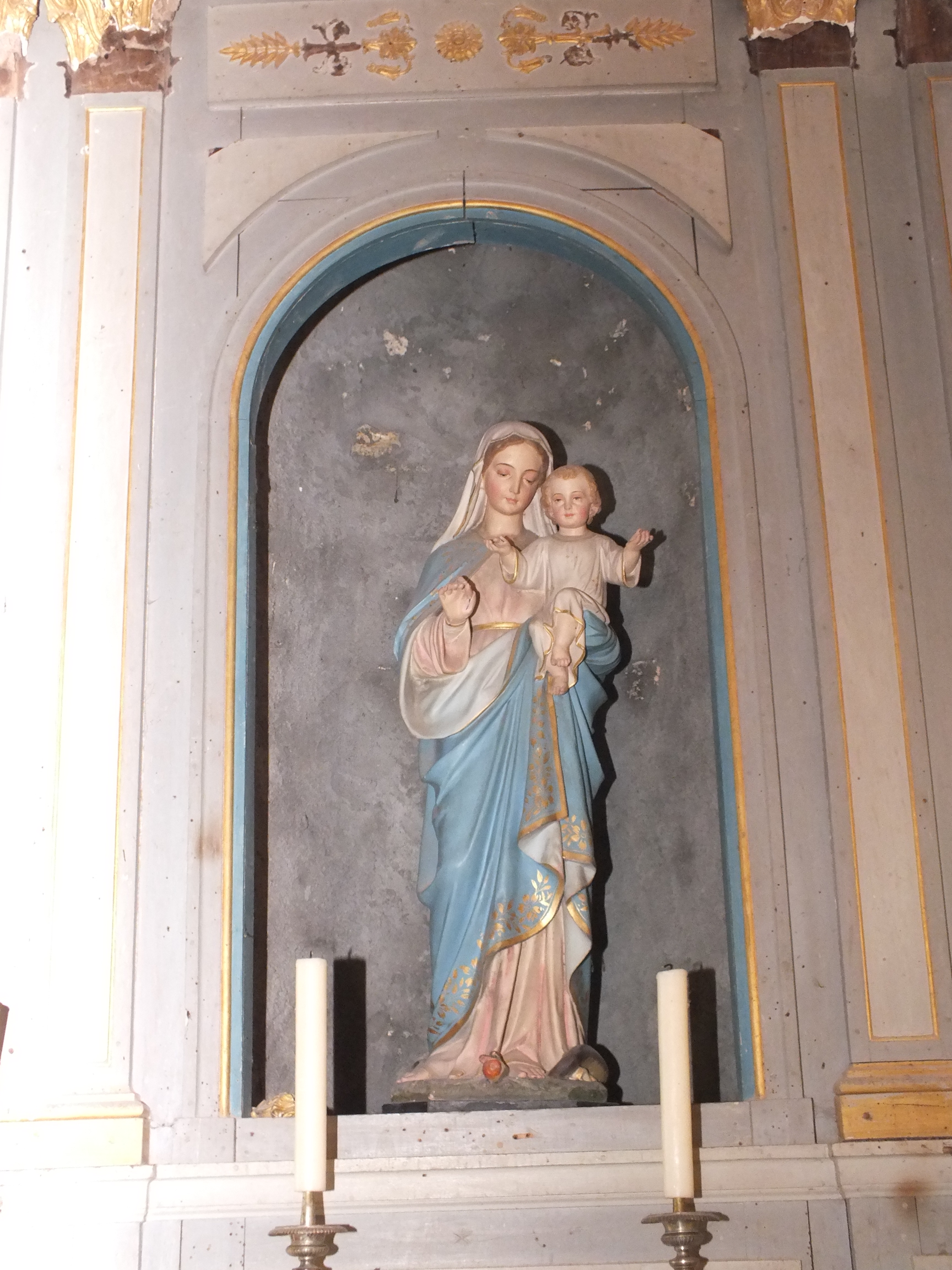
Statue de la Vierge Marie portant l'enfant Jésus.
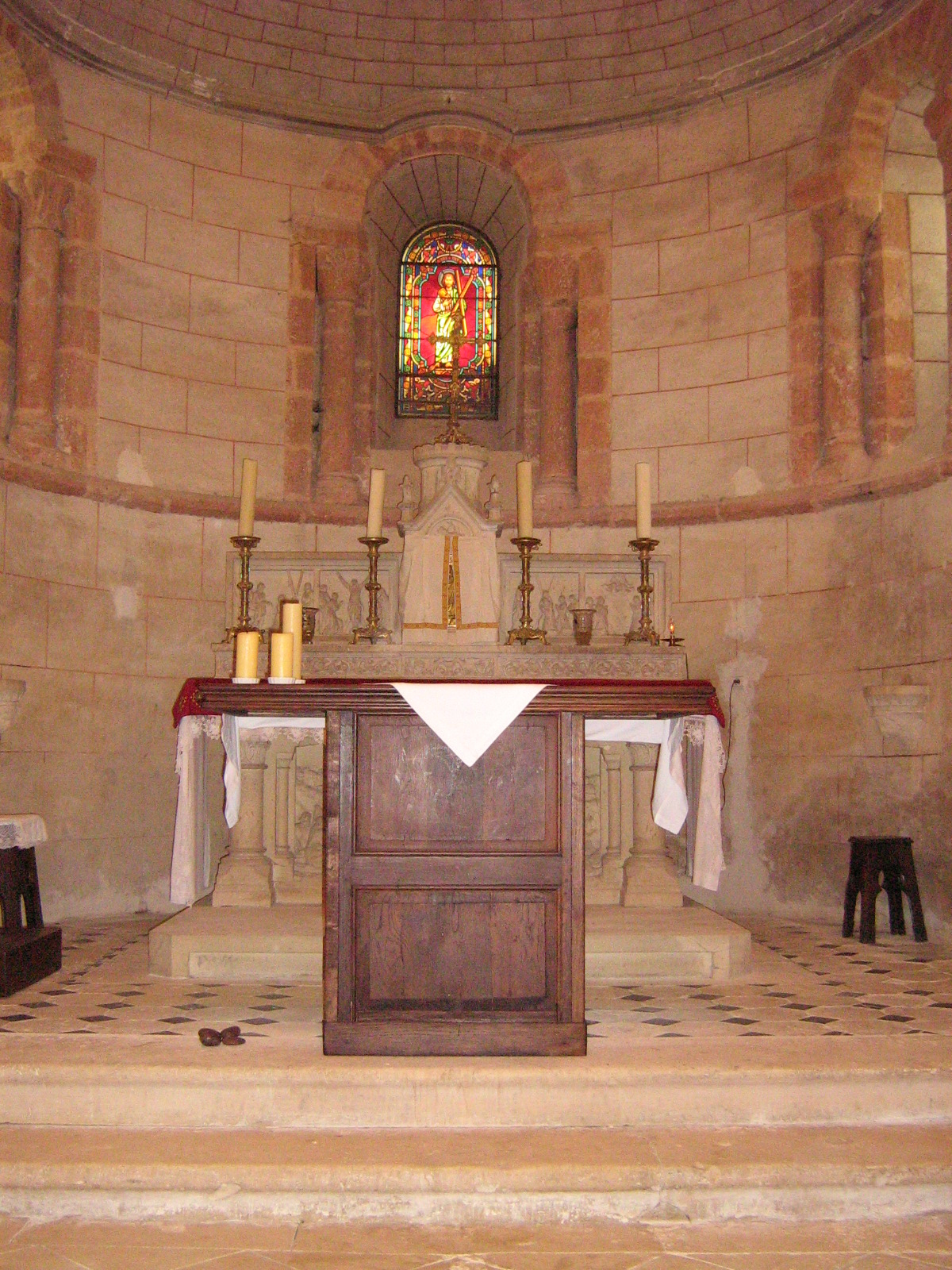
Autel.